# 斯特凡·罗森鲍尔
斯特凡·罗森鲍尔（德語：Stefan Rosenbauer，1896年3月24日—1967年8月18日），德国男子击剑运动员。他曾代表德国参加1936年夏季奥林匹克运动会击剑比赛，获得男子团体花剑铜牌。